# Martenshoek (stacja kolejowa)
Martenshoek – stacja kolejowa w prowincji Groningen w Holandii, obsługuje miejscowość Martenshoek w gminie Hoogezand-Sappemeer. Powstała 1 maja 1868. Usługi świadczy Arriva. 